# Атамі (1929)
Atami (яп. 熱海)  був річковим канонерським човном Імперського флоту Японії, частиною 11-го сентаю канонерських човнів, що діяв на річці Янцзи в Китаї протягом 1930-х та під час Другої китайсько-японської війни.  Після Другої світової війни корабель перейшов на службу до ВМС Республіки Китай як Йонг Пінг (永平), але був захоплений китайськими комуністами в кінці громадянської війни в Китаї. Його включили до складу  ВМС Китайської народно-визвольної армії як Ву Цзян (乌江) . Корабель був утилізований у 1960-х. 